# Весенняя улица (Кемерово)
Весенняя улица — улица в Центральном районе Кемерово. Проходит от Притомской набережной до улицы Демьяна Бедного (площадь Волкова).
Пересекает Советский проспект, улицы Красноармейскую и Николая Островского. Длина 1,5 км.
В середине улицы устроен бульвар — популярное место отдыха горожан и гостей города.

## История
Одна из старейших улиц Кемерова.
Существует с января 1950 года, в 1960-е годы к улице присоединили существовавшую с 1938 года Ленинградскую улицу.
Начатая перед Великой Отечественной войной застройка улицы была продолжена после окончания войны: д. 3 (1940—1941, архитектор
А. А. Полянский), 4 (1937—1938, архитектор Д. Ф. Зезин), д. 5, 6 и 7 (начало 1950-х годов, архитектор Г. Ф. Федорин), д. 8 и 10 (1948—1952, архитектор К. Д. Нещадимов) объявлены памятниками архитектуры и градостроительства местного значения.

## Достопримечательности
- Мемориал славы воинов-кузбассовцев, павших за Родину в Великой Отечественной войне (1941—1945).
- Бюст уроженцу Кемеровской области дважды Герою Советского Союза лётчику-космонавту А. А. Леонову.
- Скульптурная композиция «Дружба народов»

д. 11 — Кемеровский областной театр драмы им. А. В. Луначарского
д. 18 — Кемеровский областной театр кукол имени Аркадия Гайдара
д. 28 — КузГТУ (горный институт)

## Известные жители
д. 1 — заслуженный архитектор Российской Федерации Г. А. Глотов;
д. 2 — заслуженный врач РСФСР С. В. Беляев, художник Н. И. Бачинин (мемориальные доски);
д. 7 — Герой Советского Союза В. М. Лыков;
д. 8 — Герой Социалистического Труда Н. С. Белов (мемориальная доска);
д. 18 — Народный артист Российской Федерации Б. Н. Суров;
д. 9 — лауреат Государственной премии СССР А. Н. Волошин, заслуженный врач РСФСР М. А. Подгорбунский;
д. 19 — полный кавалер ордена Слава И. Д. Другов , Герой Советского Союза Г. Н. Шатин (мемориальные доски).

## Галерея

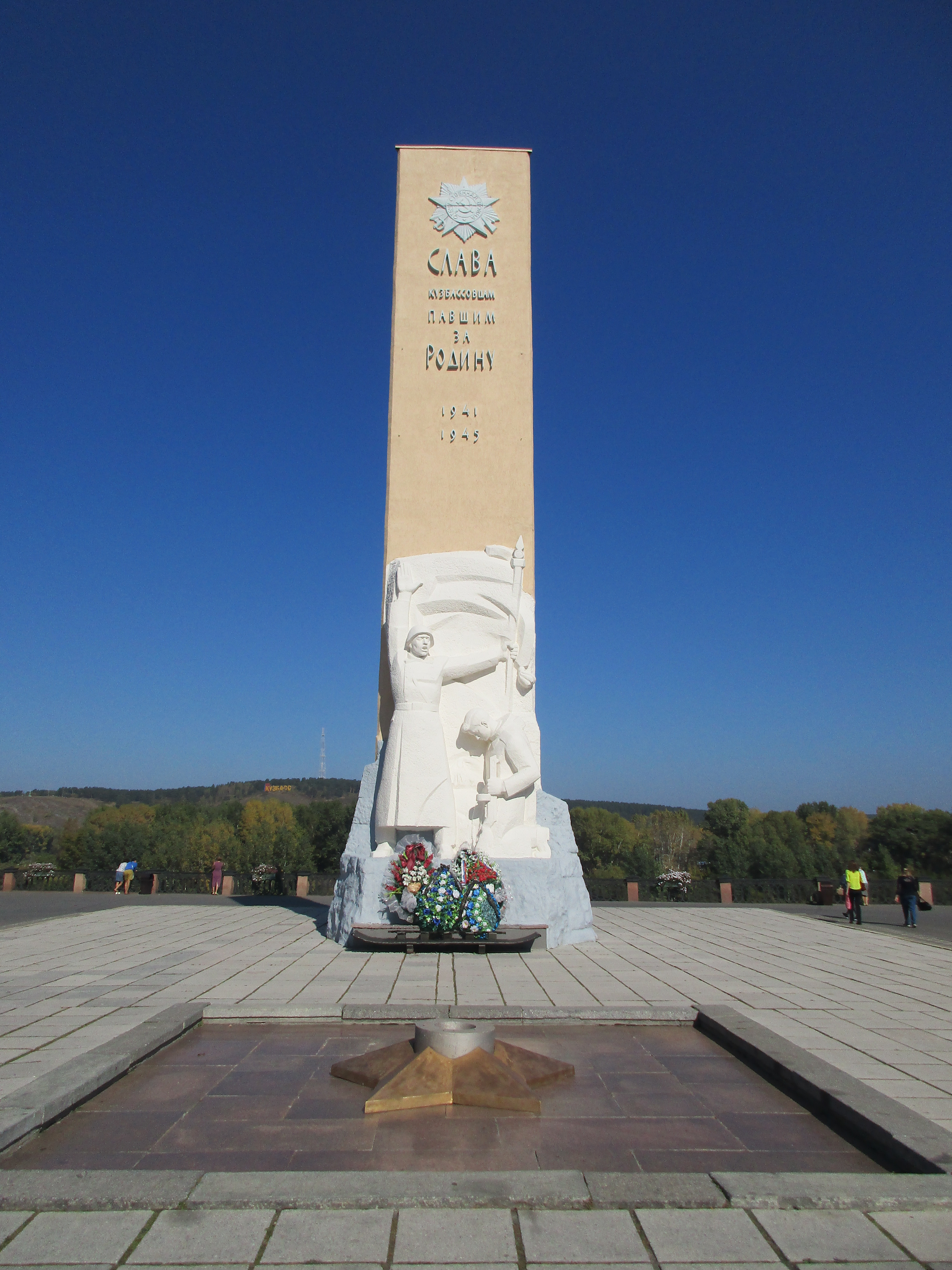
Обелиск памяти погибшим в Великую Отечественную войну
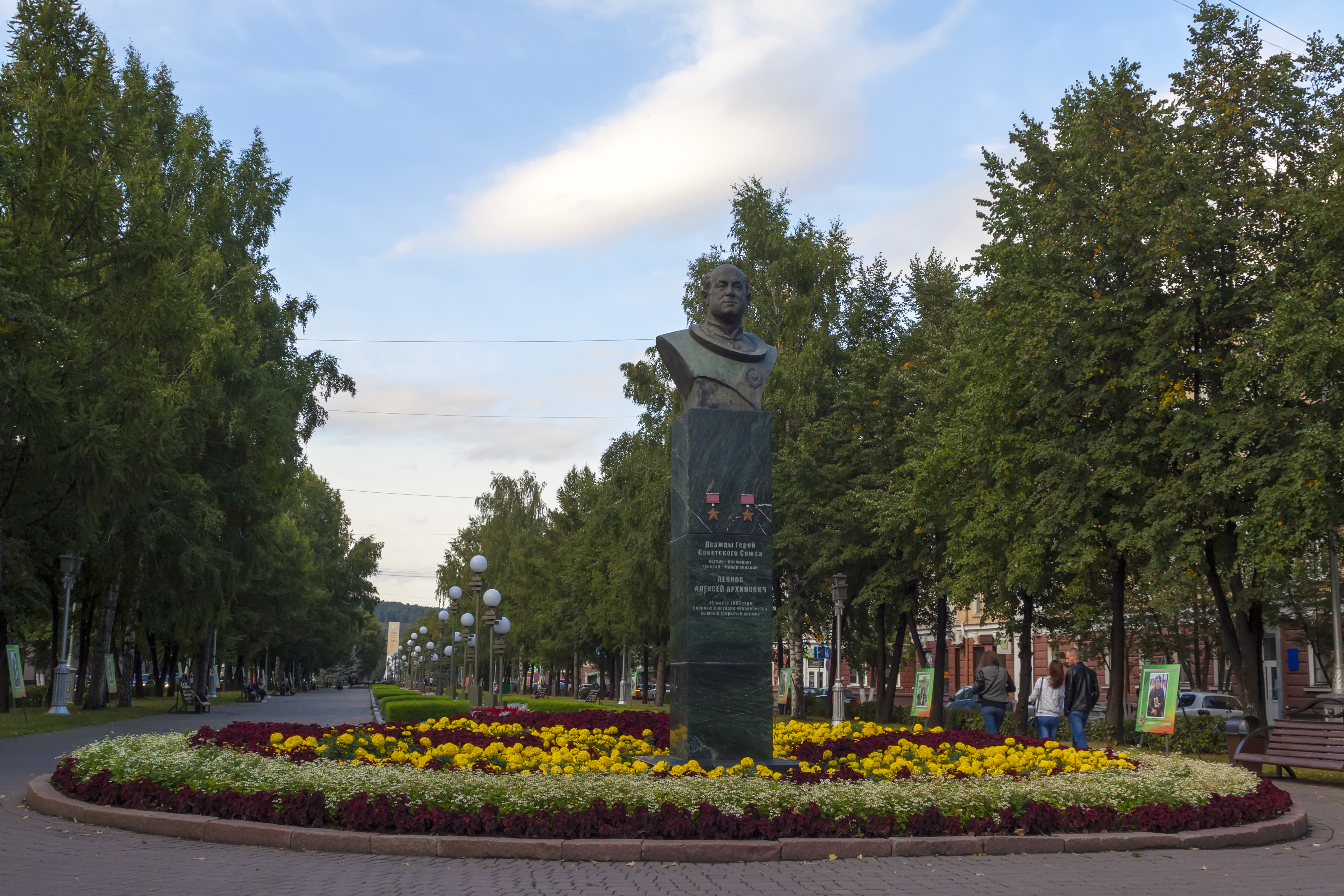
Бюст космонавта Леонова в Кемерово
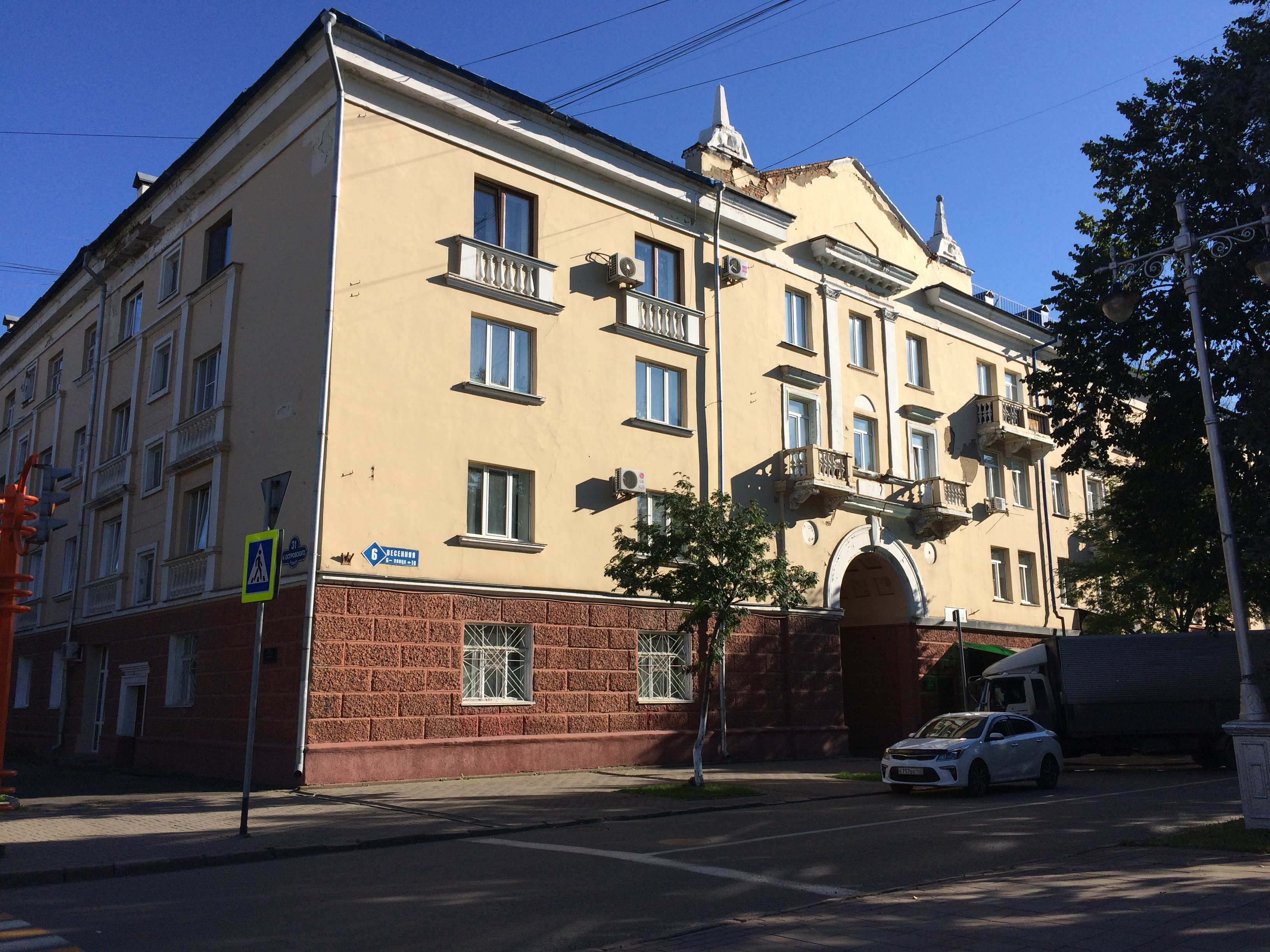
Жилой дом № 6 по улице Весенняя
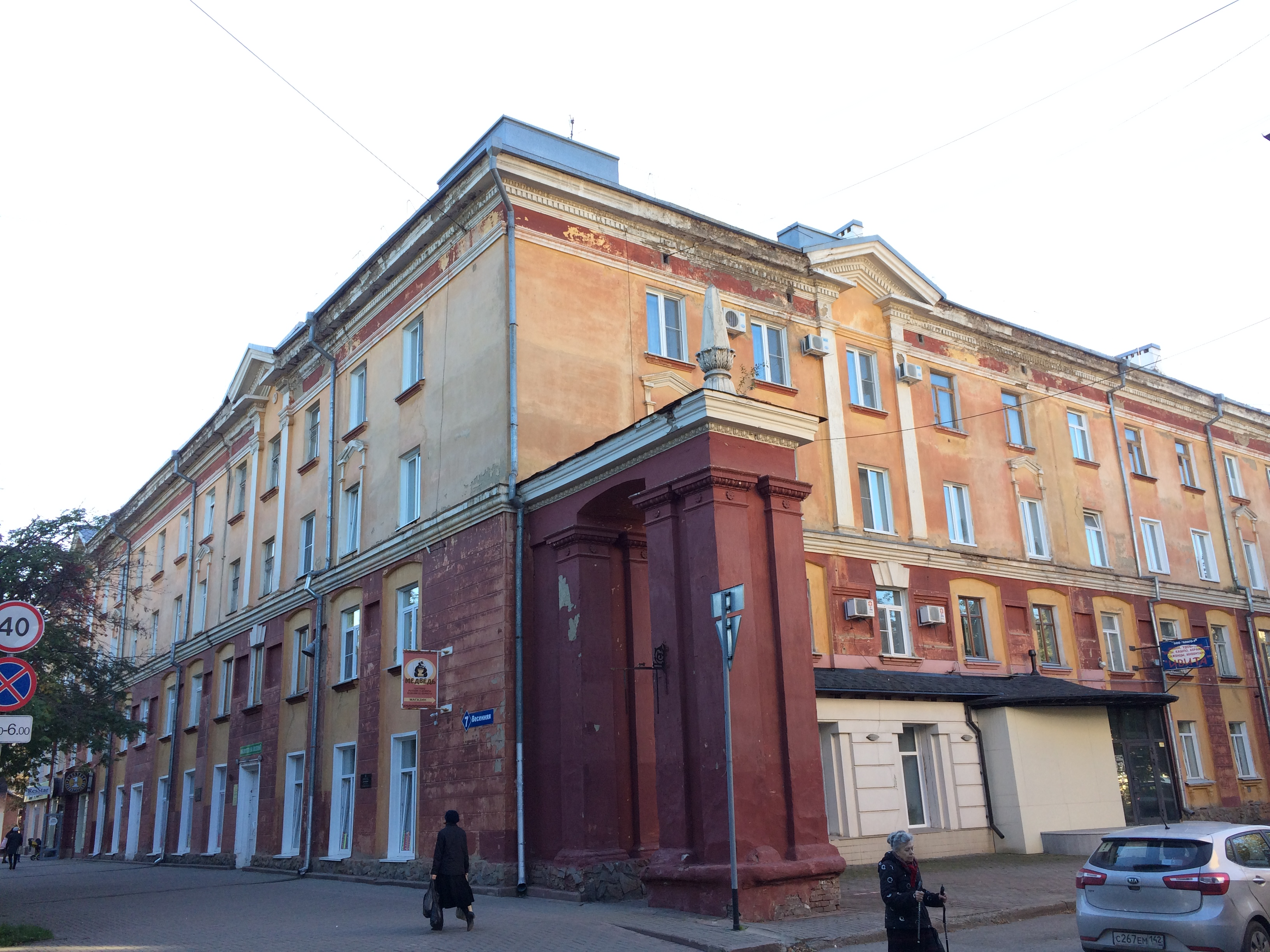
Жилой дом № 7 по улице Весенняя